# Cynaeda globuliferalis
Cynaeda globuliferalis là một loài bướm đêm trong họ Crambidae.